# Commentaires sur la guerre civile

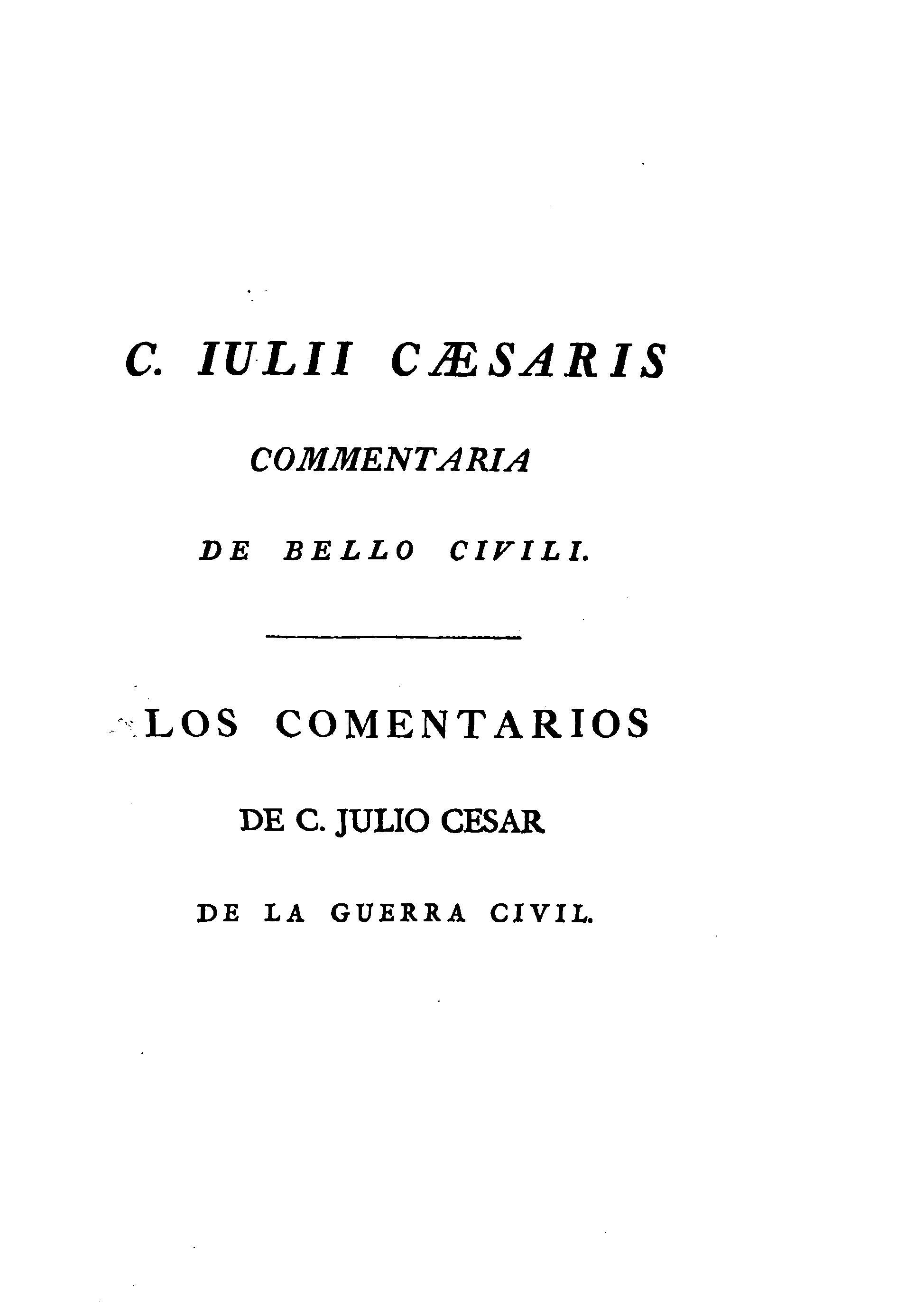
Page de titre d'une édition bilingue latin-espagnol signée José Goya y Muniain, mais peut-être traduite par José Petisco (Madrid, 1798).

Les Commentaires sur la guerre civile (en latin Commentarii de Bello civili), ou simplement La Guerre civile (Bellum civile ou De bello civili), sont une œuvre rédigée en latin par Jules César rapportant les événements entre le 1er janvier 49 av. J.-C. et la fin de novembre 48 av. J.-C. de la guerre civile qui opposa Jules César, aidé de ses partisans, à Pompée soutenu par les siens. Elle s’insère donc dans la chronologie historique entre le Commentaires sur la guerre des Gaules (Bellum Gallicum) et le Bellum alexandrinum.
- Année 49 (Livres I et II) : marche de Jules César sur Rome avec sept légions. Fuite de Pompée et ses partisans en Orient. César assiège Marseille et bat les pompéiens en Espagne, tandis que Curion se fait massacrer en Afrique.
- Année 48 (Livre III) : Jules César affronte Pompée en Macédoine. César tente un blocus de Pompée, mais doit faire retraite, puis est vainqueur à la bataille de Pharsale. Pompée se réfugie à Alexandrie.

Le style sobre et impersonnel du Bellum civile donne une impression de froide neutralité, mais l’ouvrage est autant historique que politique : César y apparaît à son avantage, multipliant les offres de conciliation à l’adresse des pompéiens, efficace dans la guerre même en position difficile, modéré dans la victoire, tandis que la confusion, les intérêts personnels, les maladresses tactiques sévissent dans le camp adverse.

## Les manuscrits sources
Cet ouvrage nous a été transmis par divers manuscrits, dont les plus anciens sont :
| Nom               | Date                          | Lieu d'origine             | Conservé à                           |
| S Ashburnhamensis | Xe ou XIe siècle              | Saint-Pierre de Beauvais   | Bibliothèque Laurentienne (Florence) |
| L Louaniensis     | XIe siècle                    | Jésuistes de Louvain       | British Museum (Londres)             |
| N Neapolitanus    | fin XIIe - début XIIIe siècle |                            | Bibliothèque nationale (Naples)      |
| M Mediceus        | Xe ou XIe siècle              |                            | Bibliothèque Laurentienne (Florence) |
| M Mediceus 68     | XIIIe siècle                  |                            | Bibliothèque Laurentienne (Florence) |
| U Ursinianus      | XIe ou XIIe siècle            | Abbaye de Massay (Bourges) | Bibliothèque vaticane (Rome)         |
| R Riccardianus    | XIe ou XIIe siècle            |                            | Bibliothèque Laurentienne (Florence) |
| T Thuaneus        | XIe ou XIIe siècle            | De Thou puis Colbert       | BNF (Paris)                          |
| V Vindobinensis   | fin XIIe siècle               | Archevêché de Trèves       | Vienne                               |

Le Mediceus a perdu les trente-deux premiers chapitres du livre I, compensés par le Mediceus 68, copie faite au XIIIe siècle avant cette perte. Tous ces manuscrits comportent aussi le Bellum Gallicum, en première partie.
Ces manuscrits sont écrits en lettres minuscules, et présentent un certain nombre de lacunes et d’altérations du texte. La similitude de certaines erreurs, notamment la corruption des noms propres autorise l’hypothèse de copies successives à partir d’un même original déjà fautif. Les confusions de lettres (entre a, o et u, entre e et o, entre e et i, etc.) accréditent l’hypothèse que cet ancêtre fut lui-même rédigé en minuscules (ces confusions sont impossibles dans un texte en majuscules ou en onciales) et donc probablement tardif (du IXe ou du VIIIe siècle tout au plus). Malgré ces sources défectueuses, les philologues ont synthétisé des versions corrigées autant que possible (dont Holder en 1898, Klotz en 1926).

## Ouvrage en deux ou trois livres?
Sur la base de ces manuscrits, le texte actuellement connu a été traditionnellement constitué en trois livres, divisant l’année 49 av. J.-C. sur deux livres. Cependant, la publication de Pierre Fabre préfère présenter le Bellum civile en deux livres seulement, avec les arguments suivants :
- la subdivision de l’année 49 av. J.-C. en deux livres est contraire au système appliqué dans le Bellum gallicum, où chaque livre correspond à une unité chronologique (une année complète) et militaire (une campagne). À l’inverse, les présumés Livres I et II, pris isolement, n’ont pas d’unité, le siège de Marseille et la guerre en Espagne commencent dans le Livre I pour s’achever la même année dans le Livre II ;
- les présumés Livres I et II réunis ne sont pas beaucoup plus longs que le dernier livre ;
- l’introduction du présumé Livre III résumait la situation à la fin de l’année 49, tandis que le présumé Livre II commence par une phrase ordinaire ;
- d’autre part, quatre manuscrits (S, L, N, M) ne décomptent que deux livres, tandis que le Thuaneus précise en introduction du dernier livre : « Fin du second livre de César, commencement du second livre ». Une rectification maladroite remplaça l’indication par « commencement du troisième livre ».

## Authentification de l’auteur duBellum civile
On sait que le dernier livre (le VIII) du Bellum gallicum a été rédigé par Aulus Hirtius, ainsi que le Bellum alexandrinum. Au XIXe siècle, certains érudits allemands (H. MMosner, Heidtmann) ont contesté l’attribution du Bellum civile à César, sur la base de différences de style et de vocabulaire avec le Bellum gallicum.
Certains manuscrits précités mentionnent un auteur : Suétone pour le Neapolitanus (qui attribue aussi à Suétone La guerre des Gaules !), Hirtius dans le Riccardianus et l’Ursinianus ; les autres manuscrits qui précisent un auteur indiquent bien Jules César. Comme la préface de Hirtius dans son livre VIII du Bellum gallicum précise « je me suis interposé au milieu des écrits de César », plus personne ne conteste que le Bellum civile, suite du Bellum gallicum, soit bien de Jules César.

## Dates de rédaction et de publication
Quoique Jérôme Carcopino considère que le Bellum civile ait été rédigé à mesure du déroulement des événements, ses confrères estiment que César a composé son ouvrage après la guerre, car il rapporte plusieurs fois des faits en précisant « après la guerre, César apprit ces faits » (livre III, 18), « Comme nous l’avons découvert après la guerre » (livre III, 57).
La question est alors de quelle guerre parle César ? La guerre contre Pompée, ou la fin de la guerre civile, soit 47 ou bien 45 ? Les opinions des historiens divergent, sans argument vraiment décisif.
La date de publication à Rome est également débattue, entre deux thèses :
- la publication du vivant de César, pour tirer le meilleur parti de ce document servant sa propagande politique
- la publication peu après l’assassinat de César en mars 44, pour montrer César sous son meilleur jour et dresser l’opinion contre ses assassins, successeurs des pompéiens. César aurait dans ce cas négligé de se faire publier de son vivant, trop accaparé par ses déplacements, puis n’y voyant plus d’intérêt après sa victoire totale sur les pompéiens.

## Critique de l’exactitude du récit de César
Selon Suétone, « Asinius Pollion estime que les Commentaires ont été écrits sans assez de soins et sans une entière exactitude, César ayant le plus souvent ajouté foi sans contrôle aux récits des actions de ses lieutenants et donné pour les siens propres, soit de propos délibéré, soit même par défaillance de mémoire, une relation inexacte » (Suétone, Caesar, 56).
Cette rosserie entre écrivains peut s’appliquer à l’ensemble des Commentaires, mais qu’en est-il pour le Bellum civile ? Des recoupements du récit de César ont été faits avec d’autres historiens romains, relevant en effet quelques « défaillances de mémoire ». Par exemple :
- depuis Ariminium (Rimini) à mi-janvier 49 et après la rupture avec le Sénat, César dit avoir ordonné à des légions en Gaule de le rejoindre, ce qui fut fait vers le 17 février (Bellum civile, I, 8). Or Hirtius indique que les légions passaient l’hiver en Gaule belgique et chez les Éduens (Bellum gallicum, VIII). Stoffel souligne l’impossibilité qu’un messager à l’aller puis des légions au retour puissent effectuer le parcours en hiver dans un délai d’un mois, et recule vers le 20 décembre l’ordre de mobilisation de César. Mais pour des raisons évidentes, César ne pouvait révéler qu’il avait ainsi anticipé la rupture.
- César ne mentionne pas l’embarrassante sédition de ses légions à Plaisance (citée par Appien dans son Bellum civile, II, 47 et par Dion Cassius), ni la grave défection de Titus Labienus, son ancien lieutenant (Cicéron, Ad Atticum).

On relève d'autres inexactitudes, mineures celles-là, sur les distances géographiques. Mais n’oublions pas que d’une part César rédige pour sa propagande, et que d’autre part, il ne peut trop déformer la réalité car il s’adresse à un lectorat informé des faits, dans l’essentiel sinon dans le détail. Sa narration est donc acceptée des historiens modernes, du moins dans ses grandes lignes.